# Борьба между рабочими в Лодзи
Борьба рабочих в Лодзи — борьба польских рабочих партий, которая велась в Лодзи с 1906 по 1907 год.

## Предпосылки
Поражение, понесённое Российской империей в войне с Японией, привело к росту революционных и национальных настроений в Королевстве Польском, и, в частности, в Лодзи, где население требовало уступок от государства в области трудовых прав, демократических и культурных реформ, а также автономии для Польши. Подъём революционных настроений привел к массовому притоку членов в рабочие организации. Самыми популярными рабочими партиями в то время были Социал-демократия Королевства Польского и Литвы и Польская социалистическая партия, и различались они только подходом к вопросу о независимости Польши.
Для борьбы против социалистов легитимистская и пророссийская национал-демократия в середине 1905 года решила создать Национальный рабочий союз (Narodowy Związek Robotniczy, далее НРС), принявший совершенно иную идеологию, чем другие рабочие группы. НРС утверждал, что забастовки и бойкоты выборов вредят рабочим, и что революция была заговором евреев и социалистов, направленным против польской идентичности и католической церкви. Теории НРС были копией взглядов церковных иерархов и должны были укрепить союз между националистами и Церковью.
Создание НРС открыло новый фронт конфликта. К спору между рабочими, с одной стороны, и армией и фабрикантами, с другой, присоединился спор между социалистами и НРС, начавшийся с потасовок и угроз, а затем стремительно набравший обороты по мере роста напряжённости, подогреваемой партийными газетами и листовками. К тому же в этот период времени в результате интенсивной деятельности полиции было арестовано много польских рабочих активистов. Результатом стала нарастающая с осени 1906 года волна избиений, нападений, убийств и перестрелок между враждующими партиями.
В Лодзи с населением 350 000 человек у НРС было до 4 000 членов, а число членов двух противостоящих ему рабочих партий приближалось к 40 000.

## Эскалация
После того как группа социалистов была приговорена к смертной казни, Польская социалистическая партия призвала к забастовке, которая продолжалась с 4 по 7 октября 1906 года. Первое столкновение, закончившееся перестрелкой, произошло 8 октября у ворот фабрики Гампе и Альбрехта. Инциденты в тот день имели место и у других заводов, но в итоге штабы партий пришли к соглашению и приостановили конфликт.
В следующем месяце началась волна нападений на активистов враждебных партий, начали развиваться рабочие ополчения, защищающие свои дома и наиболее важных активистов и организующие нападения на противника в домах, пивных, на улицах и перед заводами. В ноябре 1906-го 29 человек погибли и 30 получили ранения, в декабре 54 были убиты и 34 ранены. Одним из самых значительных событий в истории этого противостояния стал бой 18 января 1907 года у входа в церковь св. Анны, где священник отказался освятить гробы двух убитых социалистов. Когда один из хоронивших напал на священника, толпа была обстреляна спрятавшимися в храме националистами. В этом инциденте было 8 погибших и 40 раненых.
Борьба и мощная поддержка националистов привели к массовым обращениям в новую религию среди рабочих, которые, не желая полностью отказываться от католицизма, перешли в мариавитство: с 1906 по 1908 год число последователей этой религии в Лодзи увеличилось со 152 до более чем 50 000 человек. Результатом этих преобразований стало нападение националистов на мариавитов и обвинение их в участии в антипольском заговоре. Одним из последствий этих нападений стало убийство мариавитского священнослужителя националистическими ополченцами.

## Окончание конфликта
Началом конца боёв в Лодзи стало обращение от апреля 1907 года, в котором бригада одного из заводов предлагала созвать общегородскую конференцию. В организованной 24 апреля конференции приняли участие 350 делегатов от 275 заводов, которые приняли резолюцию, осуждающую братоубийственную борьбу и разжигание ненависти на религиозной и национальной почве, осудили разжигание взаимной вражды в прессе и постановили назначить межпартийную следственную комиссию для поиска виновных за убийства рабочих. Это успокоило ситуацию в городе, но отдельные инциденты происходили в течение следующих нескольких недель.
Всего в 1906—1907 годах, по самым скромным подсчетам, в межпартийных боях в Лодзи было убито 322 человека и свыше 400 ранено. Весь этот период российская полиция оставалась пассивной, реагировала вяло, надеясь, что активисты рабочих партий истребят друг друга в братоубийственных схватках, избавив тем самым русские службы от тягот слежки и преследования.